# Carl Damm (Politiker, 1812)
Carl Damm (* 5. Januar 1812 in Baden-Baden; † 16. September 1886 in Karlsruhe) war ein katholischer Priester, Politiker und Teilnehmer an der Revolution 1848/49.

## Leben
Damm ist im September 1829 zum ersten Mal in den Schülerlisten des Großherzoglichen Lyzeums zu Rastatt aufgeführt und hatte dort 1833 mit besten Noten und öffentlicher Belobigung sein Abitur bestanden. In dieser Zeit war er auch Mitglied der dortigen Pennäler-Verbindung Markomannia 1824 geworden. Ab 1833 studierte er Katholische Theologie und Philologie an der Universität Freiburg im Breisgau und wurde 1837 in Freiburg im Breisgau zum Priester geweiht. Seit 1839 arbeitete er als Lehrer in Offenburg, Bruchsal, Heidelberg und Tauberbischofsheim, wo er 1844 bis 1849 als Gymnasialdirektor tätig war und 1847 Professor und wurde.
Vom 1. September 1848 bis zum 18. Juni 1849 gehörte er als Abgeordneter für Tauberbischofsheim der Frankfurter Nationalversammlung an. Ab Mai 1849 beteiligte er sich am badischen Aufstand, gehörte dem provisorischen Landesausschuss und der konstituierenden Landesversammlung an, die ihn zu ihrem Präsidenten wählte.
Nach der Niederlage floh er im Juli 1849 über die Schweiz nach England, 1853 reiste er nach Australien weiter, heiratete dort und wurde Lehrer in Melbourne.
In Abwesenheit wurde er wegen Hochverrat zu 15 Jahren Zuchthaus und zu einer Geldstrafe verurteilt. Nach seiner Amnestierung 1863 kehrte er nach Baden zurück und wurde Lehrer in Pforzheim, später Gymnasialdirektor in Karlsruhe.